# Can Barri (Sant Celoni)
Can Barri és un habitatge al nucli de Sant Celoni (Vallès Oriental) catalogat a l'Inventari del Patrimoni Arquitectònic de Catalunya. Aquest edifici està molt a prop de la plaça de la vila, aquest és un espai urbà molt important dins el nucli antic, on es troben tots els edificis més representatius de l'arquitectura del poble, sobretot els de finals del segle XIX i començament del segle xx.
És un edifici entre parets mitgeres. És de planta baixa, dos pisos i golfes. La façana és arrebossada i amb pedres que la decoren, és de composició simètrica. Els dos pisos tenen balcó amb una forma sinuosa les golfes tenen dues finestretes rodones i petites, semblen dos ulls de bou. Es pot dir que els elements formals té un aire clàssic.
La façana acaba amb una petita cornisa i a sobre hi ha una barana que és la del terrat.